# سیارک ۲۴۰۲۱
سیارک ۲۴۰۲۱ (به انگلیسی: 24021 Yocum، نامگذاری:1999RT143) بیست و چهار هزار و بیست و یکمین سیارک کشف شده‌است که در ۹ سپتامبر ۱۹۹۹ کشف شد.
قدر مطلق سیارک برابر ۱۳.۵ است.